# William Fox
William Fox (szül. Fried Vilmos; Tolcsva, 1879. január 1. – New York, 1952. május 8.) magyarországi származású amerikai filmgyáros, producer, a Fox Film Corporation és a Fox West Coast Theatres mozihálózat alapítója. Habár 1936-ban tönkrement és eladta érdekeltségeit, neve tovább él a Fox Television Network és a 20th Century Fox cégekben.

## Pályája
Zsidó származású családba született Tolcsván Fried Vilmos néven. Kilenc hónapos korában a család az Amerikai Egyesült Államokba emigrált, és a gyerek nevét Fuchs családnevű édesanyja után William Foxra változtatták (Fuchs németül „rókát” jelent, angolul: fox). 13 fiatalabb testvére született New Yorkban, akik közül csak hat maradt életben a New York-i Lower East Side akkori körülményei között. Nyolcévesen kezdett dolgozni mosodai inasként. 11 évesen otthagyta az iskolát. 1900-ban (21 évesen) alapította első cégét, melyet 1904-ben eladott, hogy megvehessen egy filmszínházat. 1908-ban már a Broadwayen volt mozija, amelyet hamarosan újabbak követtek. 1915-ben megalapította a Fox Film Corporation-t.
Az ő ötlete volt, hogy egyetlen óriási technológiai láncba fűzze a filmipart a forgatástól a vetítésig. Filmkészítési alapelve a cselekmény, fordulatosság, érzelmesség, humor, látvány és izgalom ötvözése volt. Számos magyar színészt, filmírót és ötletembert alkalmazott. Kiváló üzletember volt. Ő találta ki a „sztár” fogalmát, amely világszerte nagy hatással volt az emberek gondolkodására, viselkedésére, öltözködésére. Nem a filmeket és írójukat, hanem a bennük szereplő sztárokat reklámozta. Futószalagon gyártotta és nagy pénzzel fizette az újabb és újabb filmcsillagokat. Fox vezette be először az új találmányt, a hangosfilmet, amelyet versenytársai sokáig nem mertek átvenni (még Chaplin sem). Fox azonban több száz mozijában egyik napról a másikra véget vetett a némafilmek vetítésének, és az újítás hatalmas sikert aratott. Európában is kisebb filmstúdiókat alapított, Berlinben és Párizsban.
1929-ben Fox és a cégei súlyos válságba kerültek. Ebben az évben a kormány trösztellenes eljárást indított ellene, ő maga súlyos autóbalesetet szenvedett, valamint cégeinek részvénye a fekete csütörtök során 90%-ot zuhant. 1930-ban részvényeit bankok felvásárolták, így elvesztette cégeiben a többséget. 1935-ben a Fox Film Corporation egyesült a Twentieth Century Pictures-zel és megalakult a 20th Century Fox, mely 1985-ben beolvadt a News Corporation-ba. 1936-ban cégének csődeljárása során a bírókat megpróbálta megvesztegetni, amiért 6 hónapra börtönbe került. A büntetés letöltése után visszavonult a filmiparból, és szegényen élt.
1952-ben halt meg 73 évesen. A hollywoodi producerek közül senki nem ment el a temetésére.

## Emlékezete
A tolcsvai önkormányzat döntése alapján emléktáblát helyeznek majd el William Fox szülőházán. A házat azonban először rendbe kell hozni. William Fox kilenc hónapot élt Tolcsván, apja a faluban szatócsboltot üzemeltetett amerikai kivándorlásuk előtt.